# Биллоуз, Ричард
Ричард А. Биллоуз (англ. Richard A. Billows; род. XX век) — американский антиковед, специалист по эллинизму. Доктор философии (1985), профессор истории Колумбийского университета . Его специальностью является классическое Средиземноморье, особенно эллинистический мир после Александра Великого.
Окончил оксфордский Баллиол-колледж (бакалавр истории, 1978). Получил степень магистра в Королевском колледже Лондонского университета (1979) и докторскую степень в Калифорнийском университете в Беркли (1985). Его научные работы включают «Антигон Одноглазый и создание греческого государства» (1990), «Короли и колонисты: аспекты македонского империализма» (1995) и «Марафон — как одна битва изменила западную цивилизацию» (2010). Читал исследовательский курс Колумбийского университета по истории Древней Греции. Также регулярно преподает «Введение в современную цивилизацию на Западе», основной предмет учебной программы Колумбийского колледжа.

## Публикации
The Spear, the Scroll, and the Pebble: How the Greek City-State Developed as a Male Warrior-Citizen Collective (Bloomsbury Academic, 2023) 
- Before and After Alexander: The Legacy and Legend of Alexander the Great (Overlook/Duckworth, 2018)
- The Hellenica Oxyrhynchia (text, translation, and commentary) for Brill's New Jacoby, no. 66 (Brill, 2016)
- Marathon: How One Battle Changed Western Civilization (Overlook/Duckworth, 2010)
- Julius Caesar: the Colossus of Rome (Routledge, 2008)
- Billows R. Kings and Colonists: Aspects of Macedonian Imperialism (англ.). — Leiden; N. Y.; Köln: E. J. Brill, 1995. — ISBN 90-04-10177-2.
- Antigonos the One-Eyed and the Creation of the Hellenistic State (U California Press, 1990)